# Cueva de la Coberiza
La Cueva de la Coberiza, Cueva de Coberizas o Cueva Sabina está situada en las cercanías de Posada la Vieja, localidad perteneciente a la parroquia de Posada de Llanes, en el concejo asturiano de Llanes.
La cueva conserva restos de una pintura rupestre indicada por Obermaier en 1925 que representa el contorno de un cérvido.
Está declarada como Bien de interés cultural.
- Datos: Q5794186